# Zbigniew Vogel
Zbigniew Vogel (ur. 10 sierpnia 1924 w Rzeszowie, zm. 8 stycznia 2005 w Opolu) – polski inżynier budowy i eksploatacji maszyn, specjalizujący się w obróbce skrawaniem oraz technologii maszyn, doktor nauk technicznych, nauczyciel akademicki związany z uczelniami technicznymi w Gliwicach i Opolu; pierwszy w historii prorektor Wyższej Szkoły Inżynieryjnej w Opolu.

## Życiorys
Urodził się w 1924 roku w Rzeszowie, gdzie ukończył szkołę powszechną oraz do wybuchu II wojny światowej w 1939 roku dwie klasy gimnazjum. W celu uniknięcia deportacji do Niemiec, zatrudnił się jako pracownik fizyczny. Po zakończeniu wojny dokończył szkołę średnią i w 1946 roku zdał pomyślnie egzamin dojrzałości. Następnie podjął studia na Wydziale Mechanicznym Politechniki Śląskiej w Gliwicach, które ukończył w 1951 roku, zdobywając dyplom magistra inżyniera mechaniki w specjalności technologia maszyn. Będąc jeszcze studentem został zatrudniony w Katedrze Obróbki Skrawaniem Politechniki Śląskiej, gdzie pracował nieprzerwanie do 1967 roku, kiedy to został przeniesiony służbowo do Wyższej Szkoły Inżynierskiej w Opolu. Rok wcześniej w 1966 roku uzyskał stopień naukowy doktora nauk technicznych, a w 1968 roku został mianowany na stanowisko docenta.
W opolskiej uczelni technicznej zorganizował od podstaw Zakład Technologii Maszyn, którym kierował do 1992 roku. Wykształcił liczne grono inżynierów technologów, był promotorem trzech rozpraw doktorskich swoich współpracowników. Doceniając jego doświadczenia organizacyjne, dydaktyczne i we współpracy z przemysłem, ówczesny rektor doc. Rościsław Oniszczyk powierzył mu w 1968 roku funkcję prorektora, którą pełnił do 1975 roku. Następnie był w kierownictwie Wydziału Mechanicznego WSI. Ponownie stanowisko prorektora objął w 1981 roku, pełniąc ją do 1987 roku. W latach 1990–1993 sprawował funkcję prodziekana Wydziału Mechanicznego WSI. W 1993 roku przeszedł na emeryturę.
Przez wiele lat współpracował z Naczelną Organizacją Techniczną w Opolu, będąc zastępcą przewodniczącego Rady Wojewódzkiej Stowarzyszenia Inżynierów Mechaników Polskich. Nie należał do żadnej partii politycznej. W 1981 roku był jednym z założycieli Klubu Inteligencji Katolickiej w Opolu, nieprzychylnie traktowanego przez ówczesne władze komunistyczne.
Efekty jego działalności naukowo-dydaktycznej zostały docenione przez przyznanie mu licznych nagród, wyróżnień i odznaczeń, w tym m.in. Krzyża Kawalerskiego Orderu Odrodzenia Polski. Zmarł 8 stycznia 2005 roku w Opolu po długiej chorobie.